# Кочериновско поле
Кочериновско поле (Кочериновска котловина, Рилско корито) е котловина в Югозападна България, област Кюстендил, в поречието на река Рилска.
Кочериновското поле представлява долинно разширение в най-долното течение на Рилска река в най-югозападните склонове на Рила. Известно е още с името си Рилско корито тъй като наистина наподобява корито с максималната дължина от североизток на югозапад около 6 – 7 км и ширината 3 – 4 км. Площ 19 км2. Средна надморска височина 370 м.
Дъното на котловината е покрито с кватернерни делувиални и алувиални наслаги, а по-високите речни тераси – с плиоценски наслаги. Останалите по-ниски тераси са с предимно алувиални наслаги. Климатът е преходноконтинентален с мека зима и горещо лято. Отводнява се от Рилска река и нейните най-долни притоци. Почвената покривка е представена предимно от алувиални и по-малко канелено-ливадни почви. Развива се тютюнопроизводство, зеленчукопроизводство, овощарство, лозарство и животновъдство.
В полето са разположени 1 град Кочериново и 3 села: Бараково, Пороминово и Стоб.
По цялото протежение на котловината, от югозапад на североизток, на протежение от 6,6 км, участък от третокласен път № 107 Кочериново – Рила – Рилски манастир.

## Топографска карта
- Лист от карта K-34-71. Мащаб: 1 : 100 000.